# Ezequiel González
Ezequiel González (* 10. Juli 1980 in Rosario) ist ein ehemaliger argentinischer Fußballspieler. Der Mittelfeldspieler wurde in Griechenland und Brasilien nationaler Meister und gewann mit den Boca Juniors die Copa Libertadores 2003.

## Karriere
Ezequiel González begann 1997 seine Profikarriere in seiner Geburtsstadt bei Rosario Central. Nach vier Jahren verließ er seinen Verein im Sommer 2001 und wechselte in die italienische Serie A zum AC Florenz. Aufgrund von Eingewöhnungsproblemen und nur mäßiger Spielzeit traf er nach nur einer Saison die Entscheidung, wieder in seine Heimat Argentinien zurückzukehren. So landete er 2003 nach einer Saison beim Traditionsverein Boca Juniors wieder bei der ersten Station seiner Karriere, Rosario Central. Nach einem halben Jahr wechselte González im Januar 2004 für die Ablösesumme von $ 500.000 nach Griechenland zu Panathinaikos Athen. Dort etablierte sich der Argentinier gleich von Beginn an und gehörte zu den Leistungsträgern seiner Mannschaft.
Mit Panathinaikos konnte Ezequiel González auch seinen ersten Profititel erringen. Nach dem Gewinn des Griechischen Vereinspokals sicherte er sich mit seiner Mannschaft nur wenige Wochen später auch die Griechische Meisterschaft. In der folgenden Saison konnte González auch erstmals international auf sich aufmerksam machen, indem er in Gruppenphase der UEFA Champions League drei Tore erzielte. Einer dieser Treffer wurde zu einem der schönsten Tore der Saison gekürt, als González Jens Lehmann düpieren konnte und aus rund 30 Metern das Tor traf.
González agiert im zentralen, offensiven Mittelfeld und sticht besonders aufgrund seiner technischen Fähigkeiten hervor. Bei den Fans von Panathinaikos gehört er zu den beliebtesten Spielern.

## Erfolge
- Copa-Libertadores-Sieger: 2003
- Griechischer Meister: 2004
- Griechischer Pokalsieger: 2004
- Brasilianischer Meister: 2010